# کلیسای جامع سنت اشتفان، وین
کلیسای جامع سنت اشتفان (به آلمانی: Stephansdom)، مشهورترین کلیسای کشور اتریش و شهر وین است.
این کلیسا که در سال ۱۱۴۷ میلادی ساخته شده، کلیسای مادر کاتولیک در اروپای مرکزی، جایگاه اسقف اعظم و کاردینال کریستوف شون‌بورن است.
کلیسای جامع سنت اشتفان دارای ۱۰۷ متر طول و ۳۴ متر عرض می‌باشد و فرازای بلندترین گلدستهٔ آن به ۱۳۶ متر می‌رسد.
این کلیسا در مرکز شهر وین و در میدان اشتفان واقع است.

## تاریخچه
این کلیسا توسط رودولف چهارم (Rudolf IV) بر روی ویرانه‌های دو کلیسای قدیمی تر ساخته شد. کل ساختمان بیرونی این کلیسا به رنگ سفید بوده ولی در حال حاضر به علت آلودگی هوا تیره شده، سقف کلیسا به صورت طرح کاشیکاری و طرح نماد امپراتوری وین است و دارای حدود ۲۵۰۰۰ آجر شیروانی رنگارنگ، این کلیسا سمبل رسمی شهر وین محسوب می‌شود و بزرگ‌ترین ناقوس اتریش به نام «پومرین» در این کلیسا قرار دارد.
این کلیسا در قرن ۱۲ میلادی به سبک «رُمانسک» توسط «دوک هاینریش دوم جاسومیرگوت» ساخته شد و بعد از آتش‌سوزی در سال ۱۲۵۸ دوباره به سبک «رمانسک» بازسازی شد. برج‌های کلیسا به سبک «گوتیک» بعداً به کلیسا اضافه شدند و به پایان رسیدن برج‌ها دو قرن و حتی بیشتر طول کشیده.
یکی از جالب‌ترین قسمت‌های این کلیسا سردابه آن است که بقایای اسکلت قربانیان طاعون در قبرهای دست جمعی آن جا نگهداری می‌شود

## نگارخانه

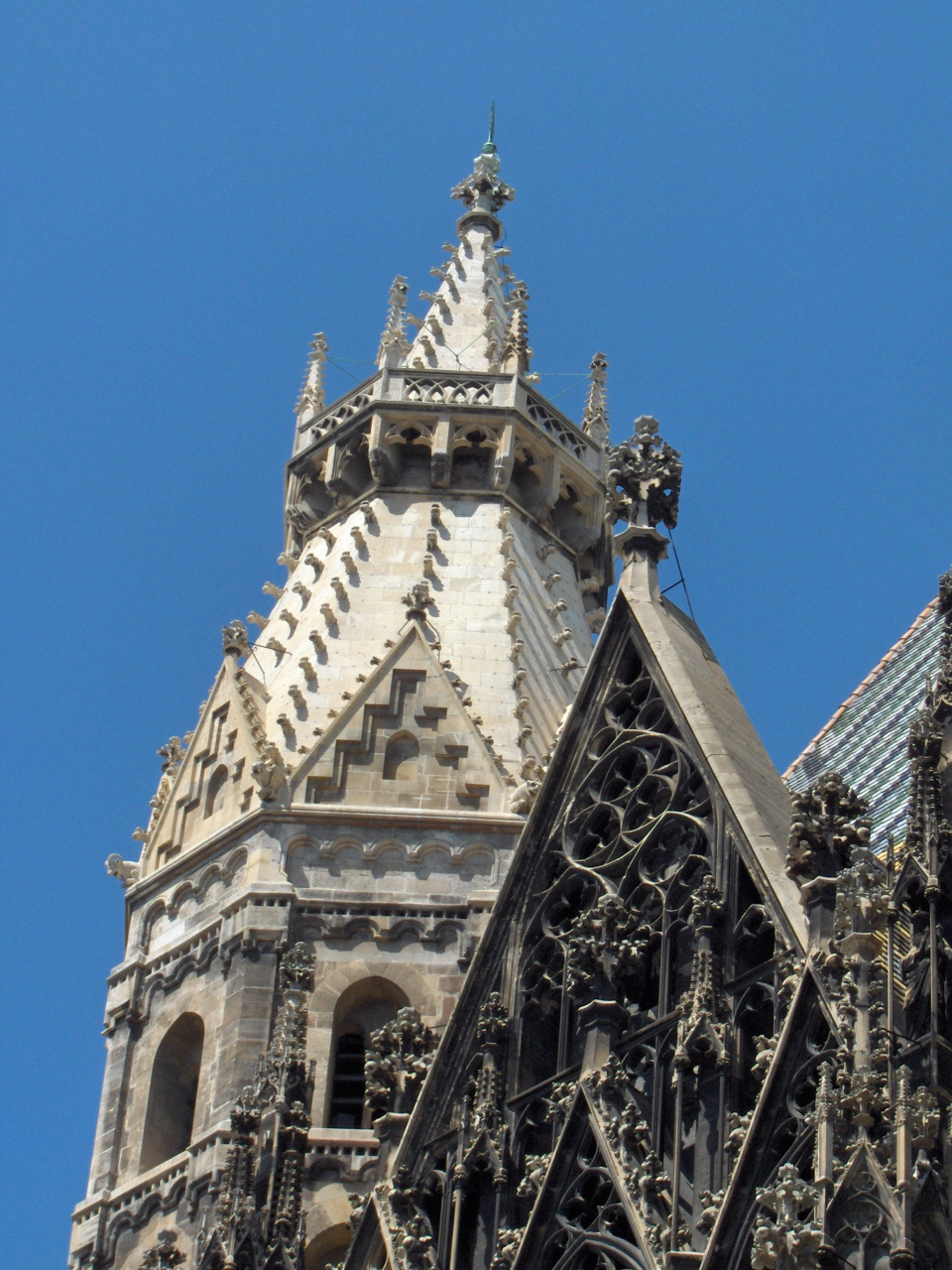
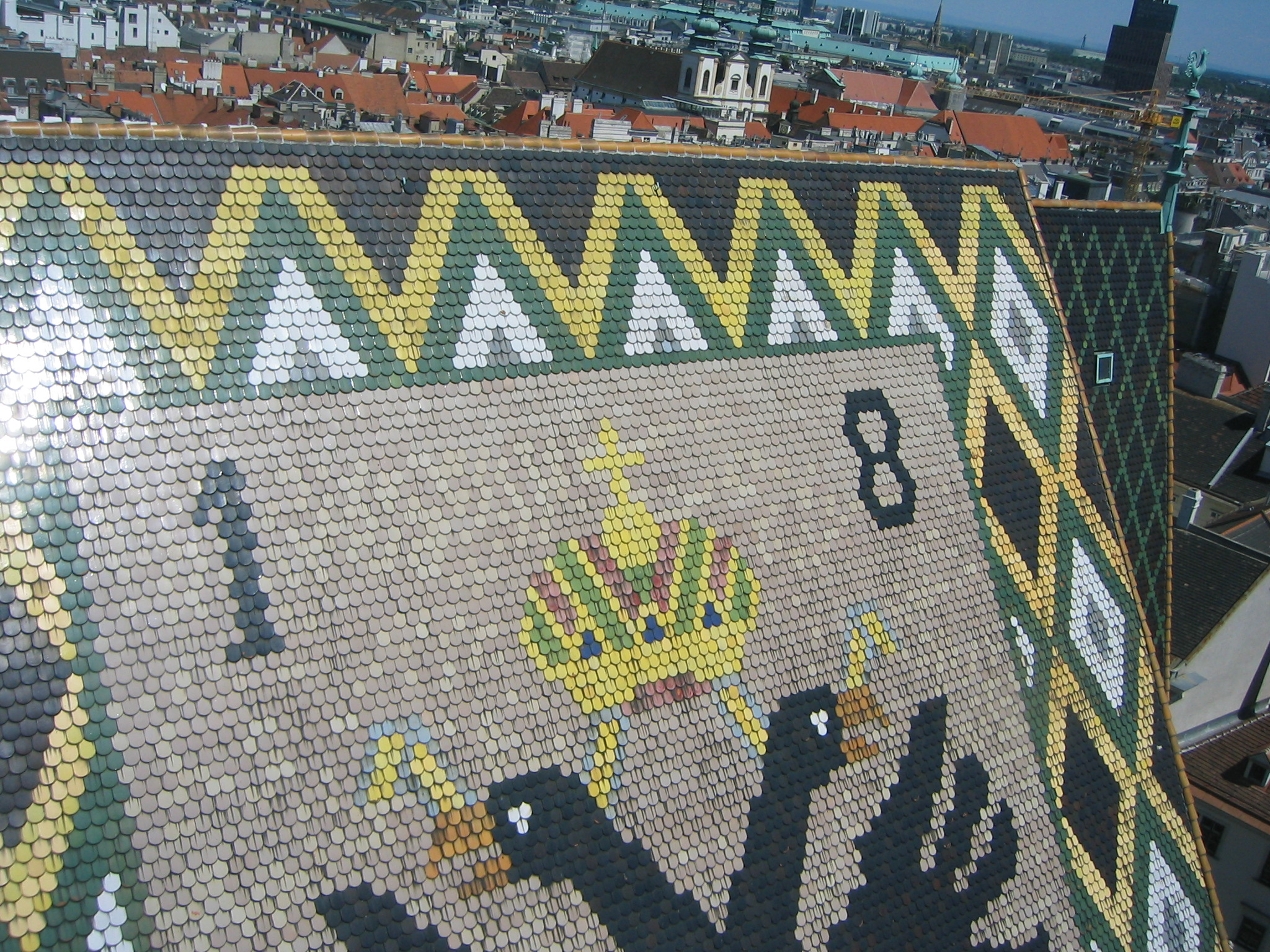
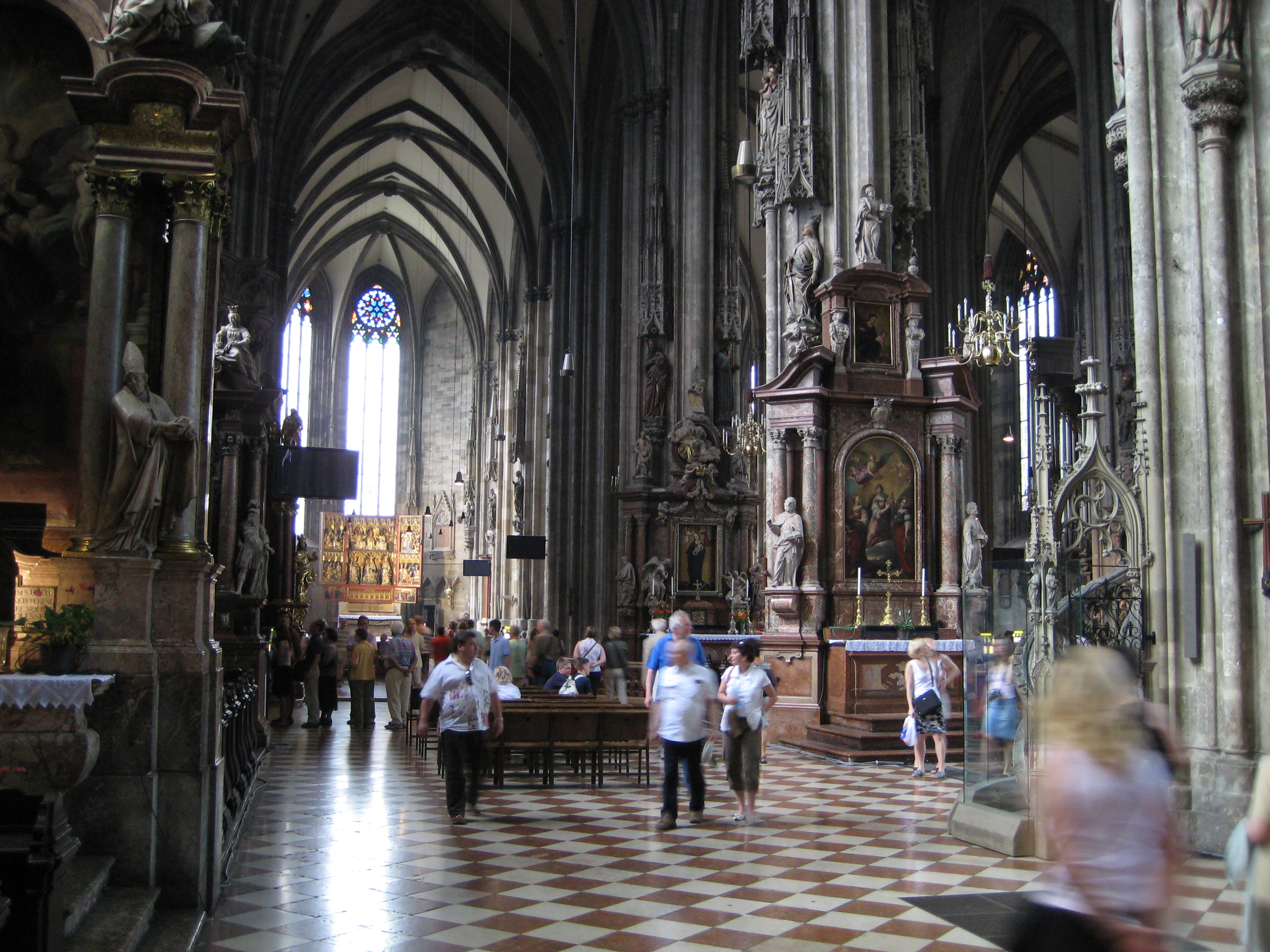
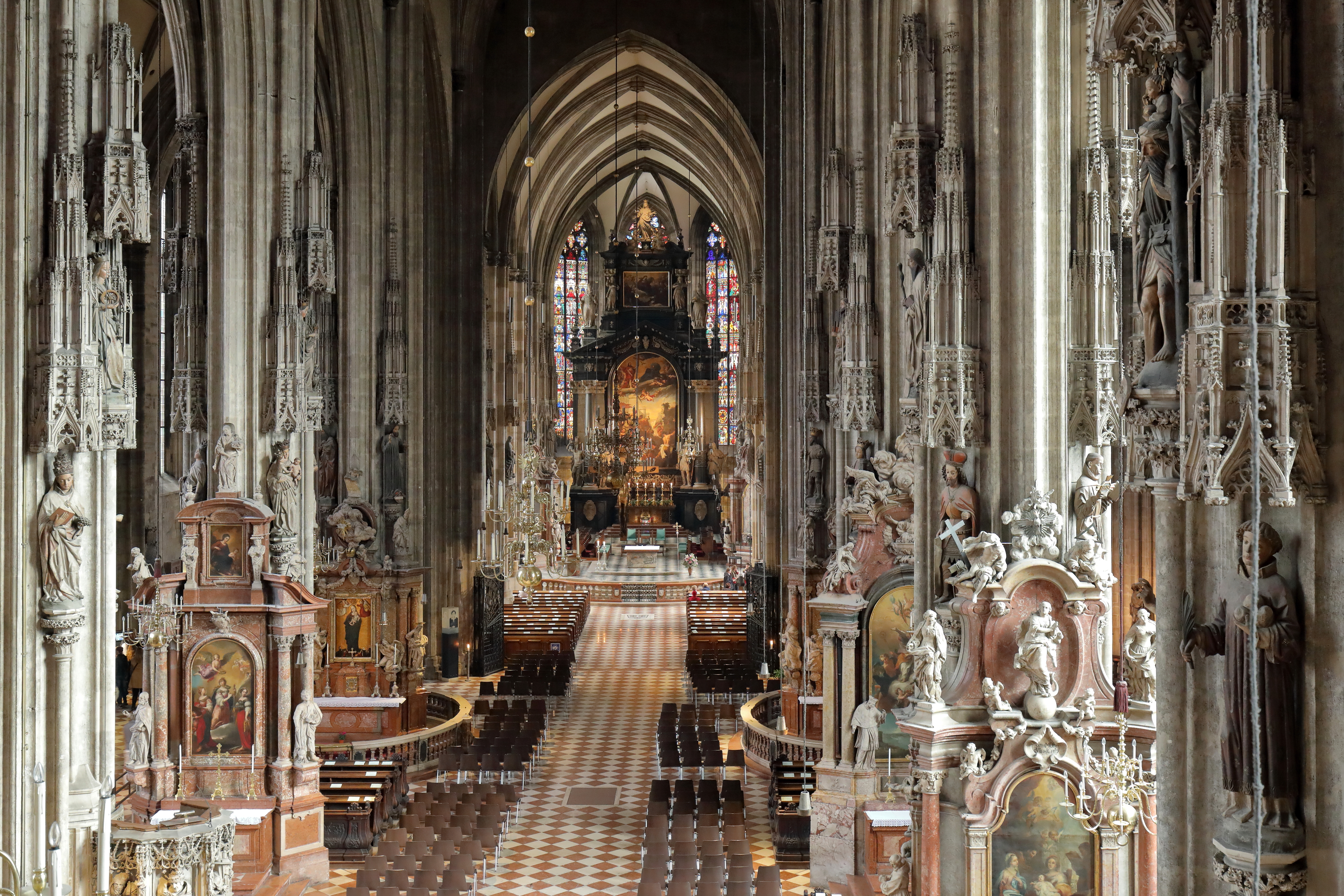
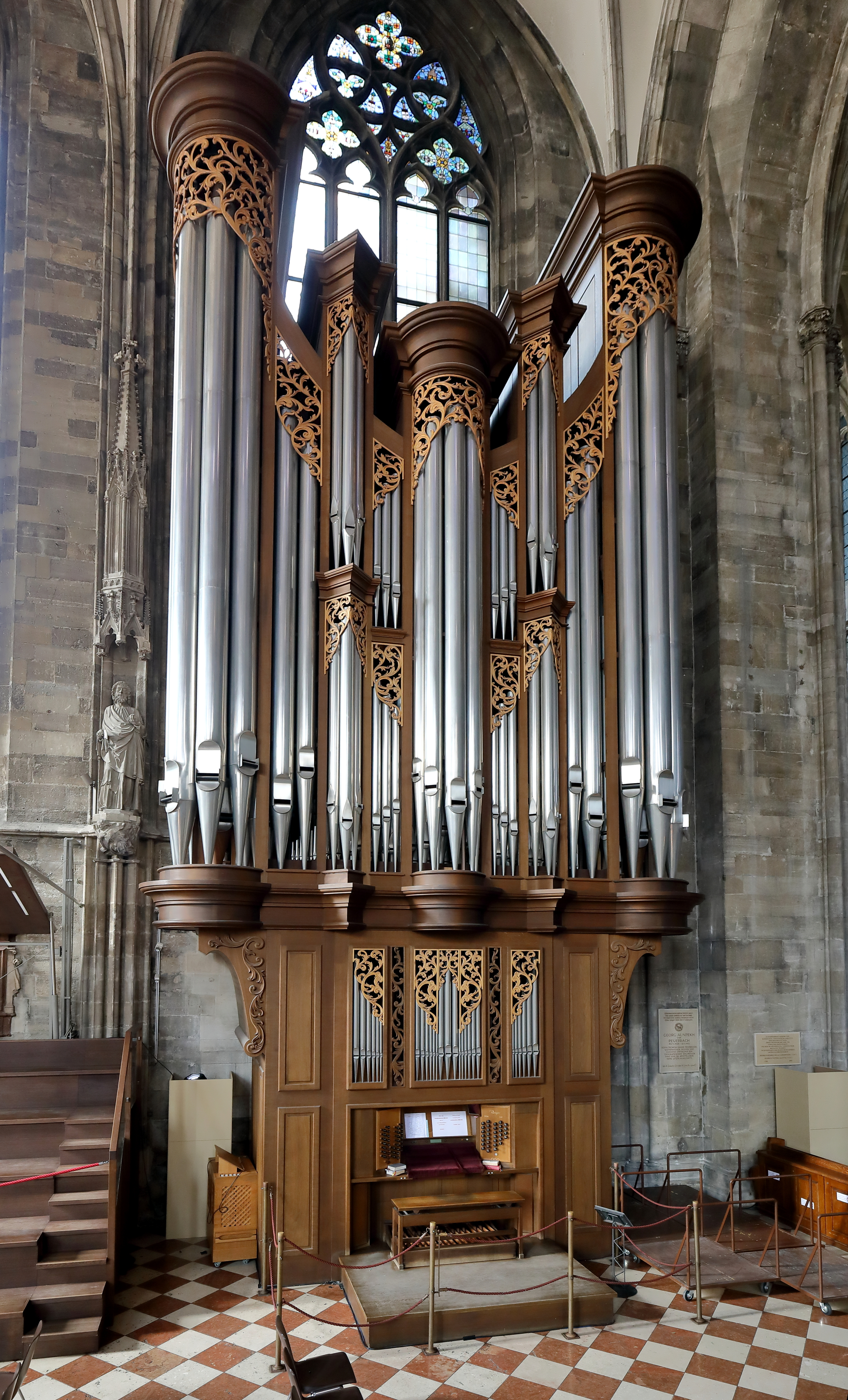
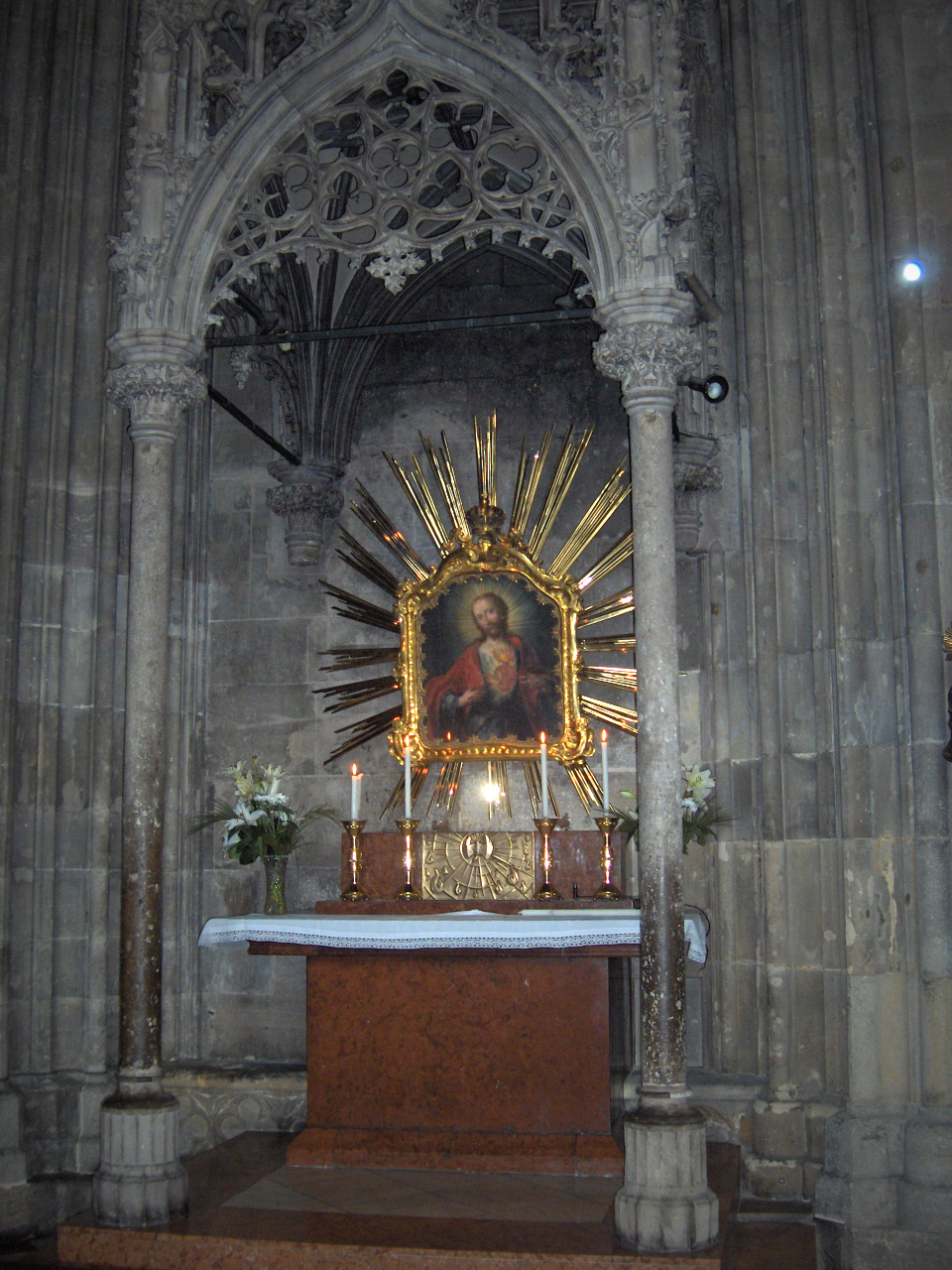
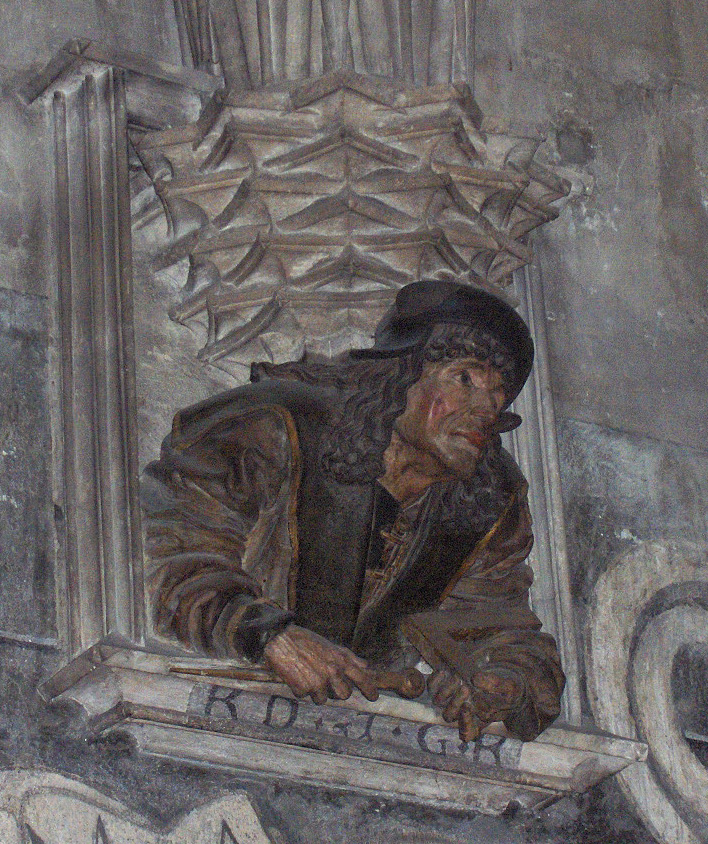
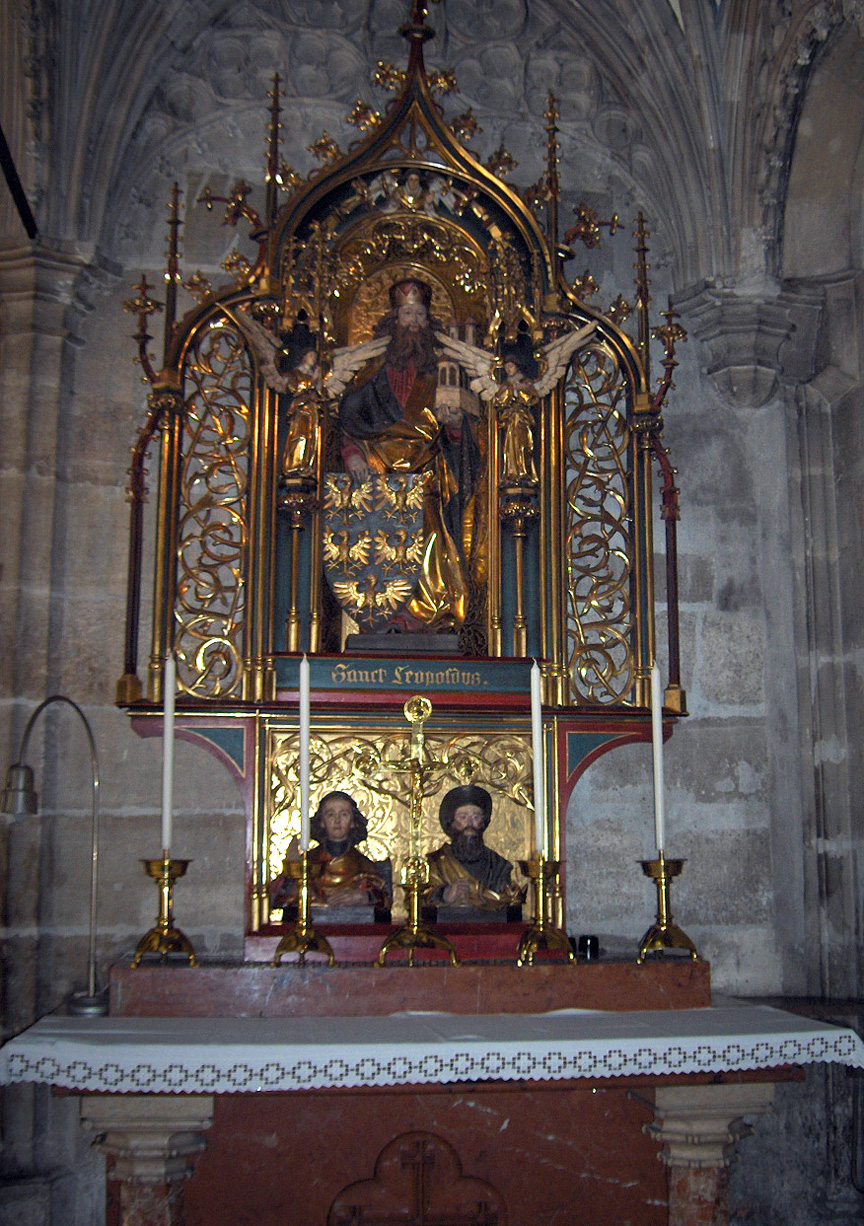
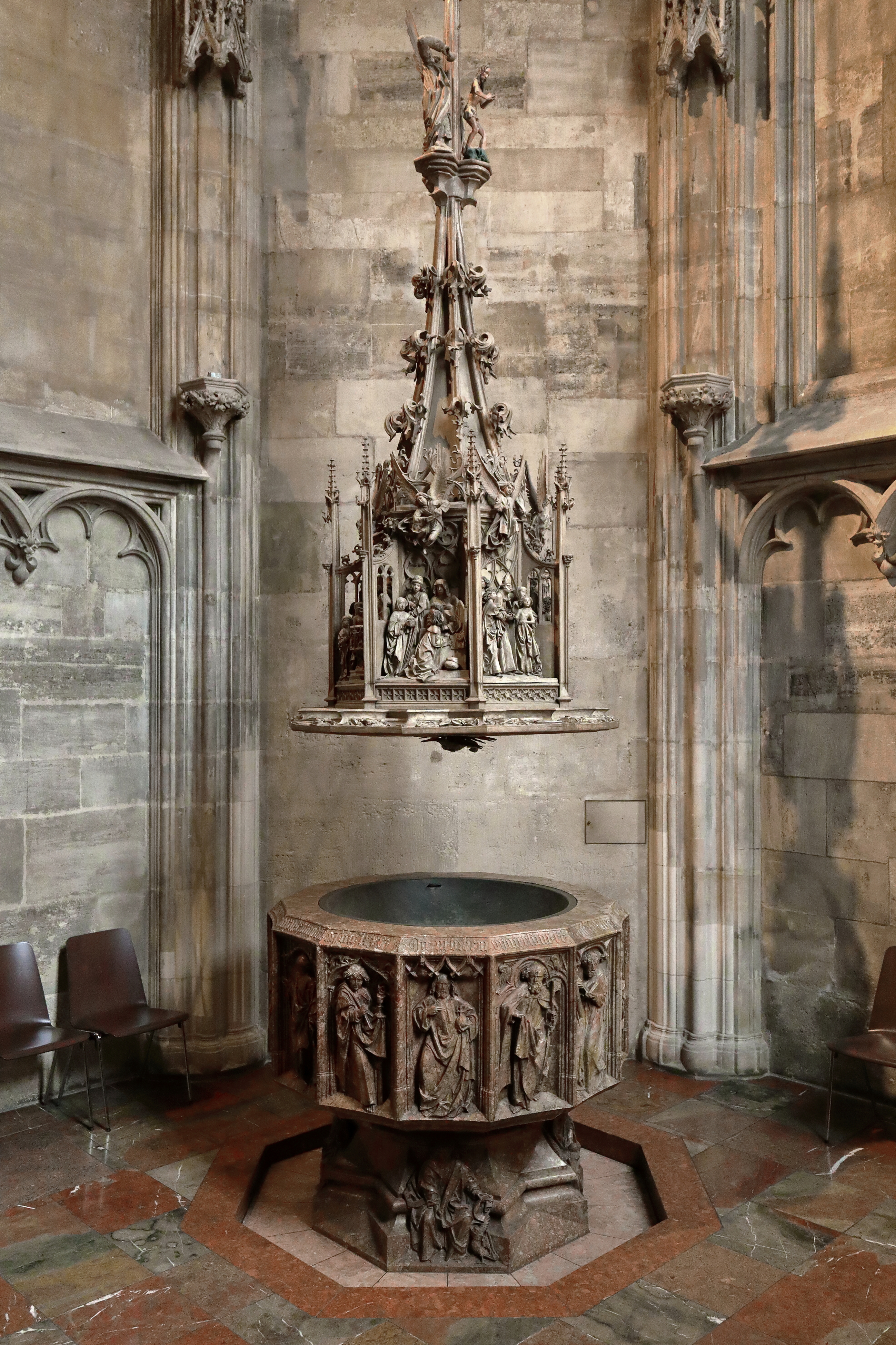
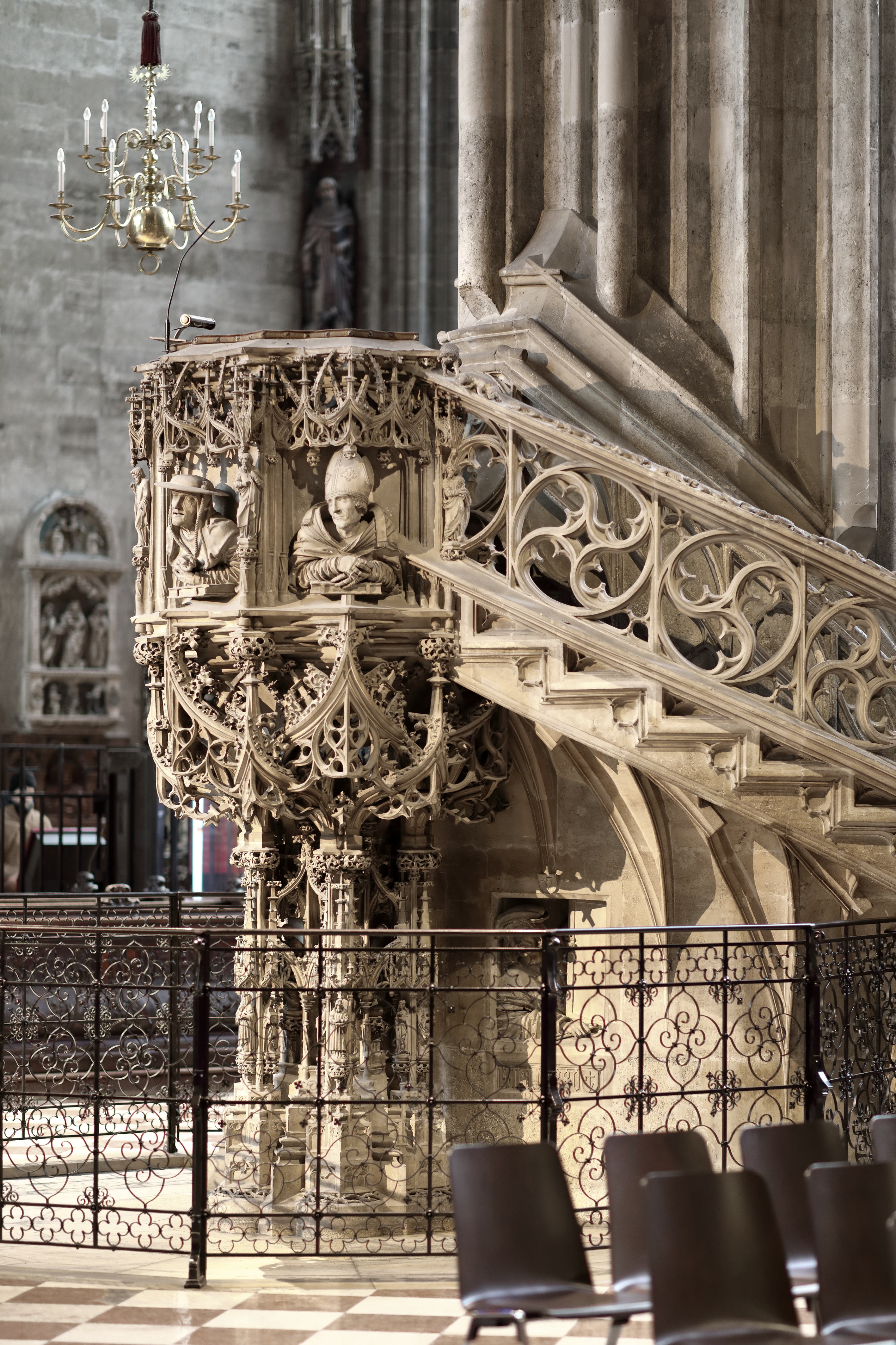
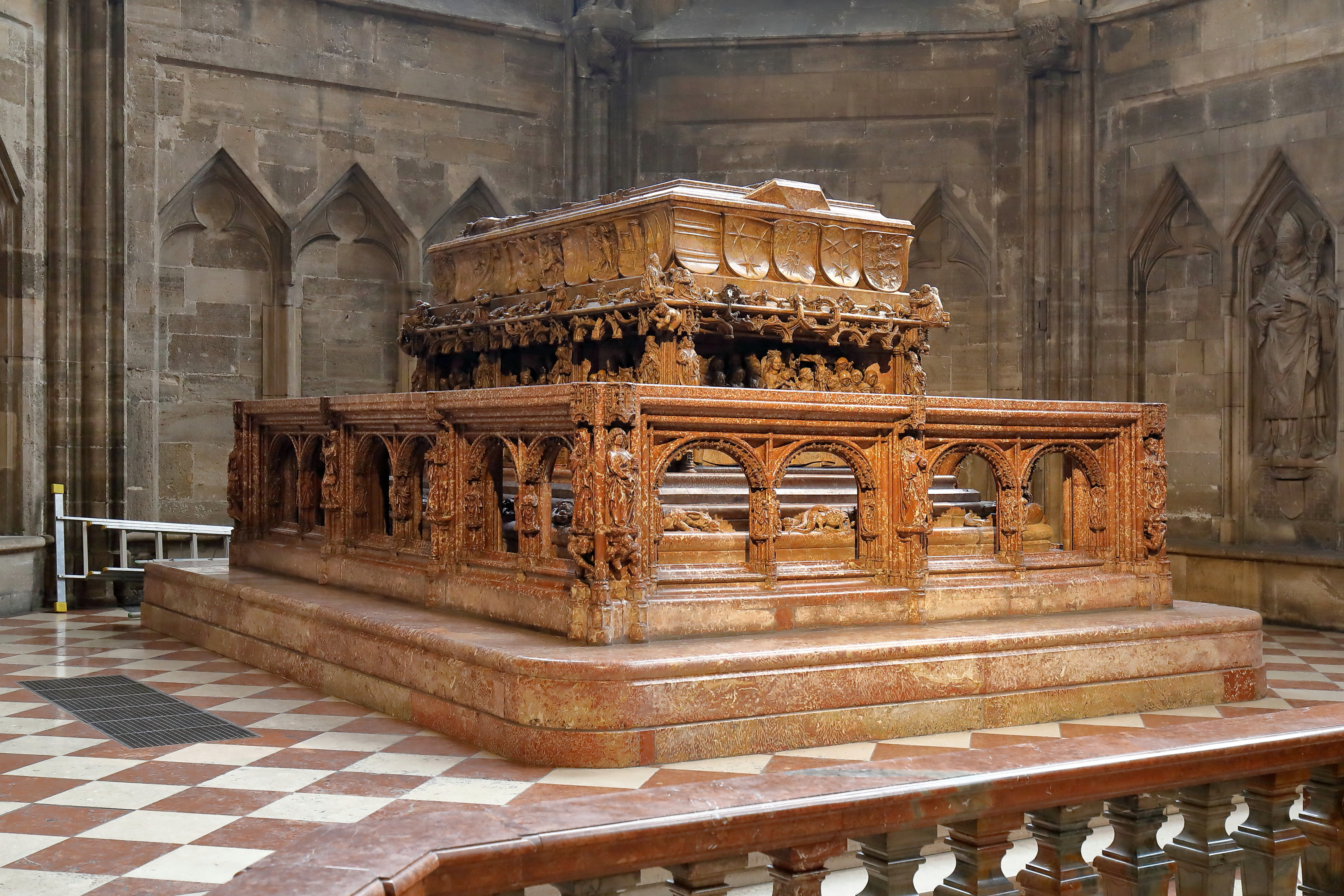
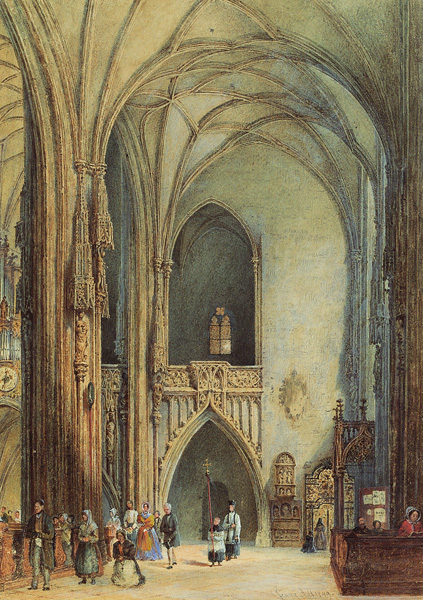
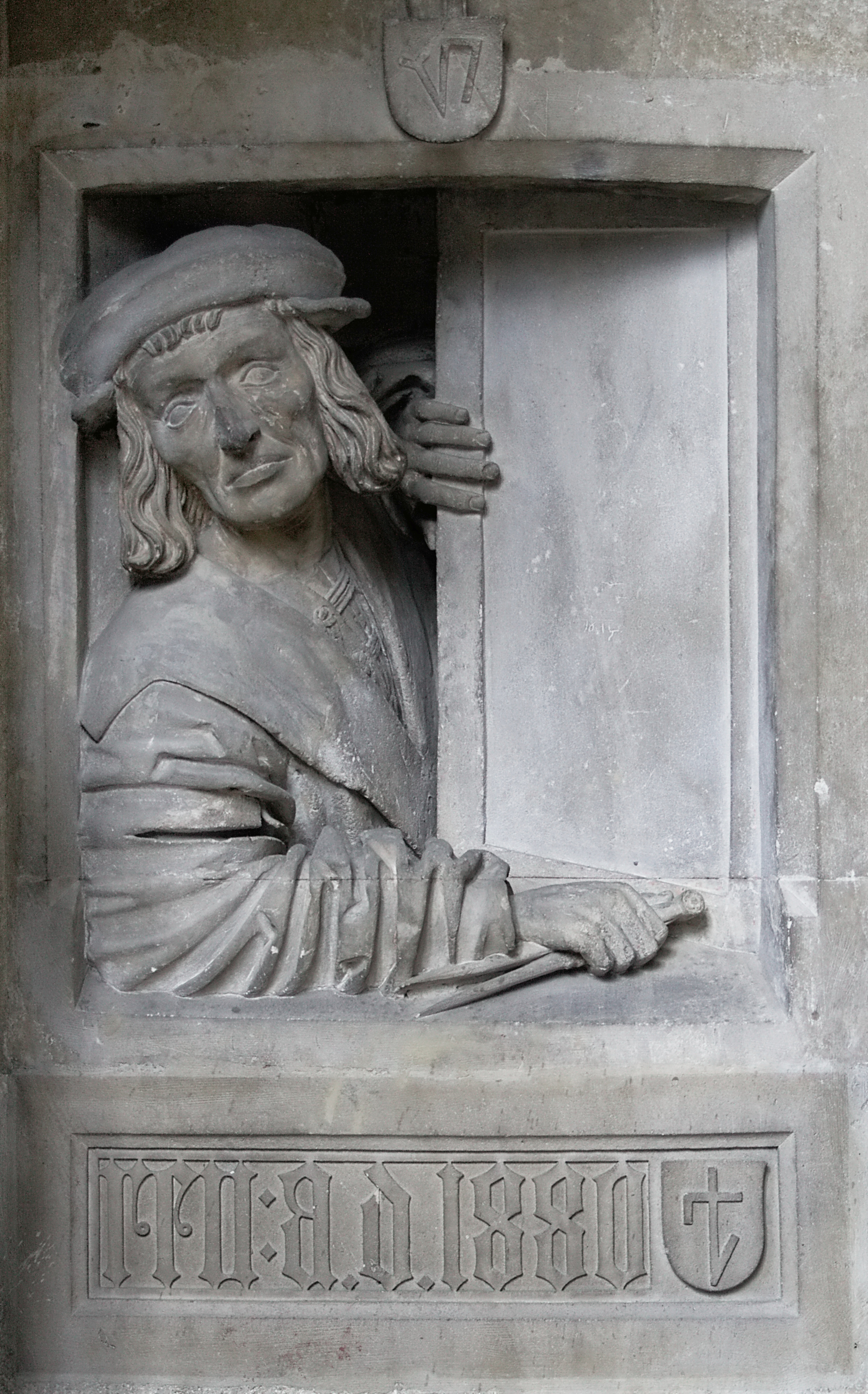
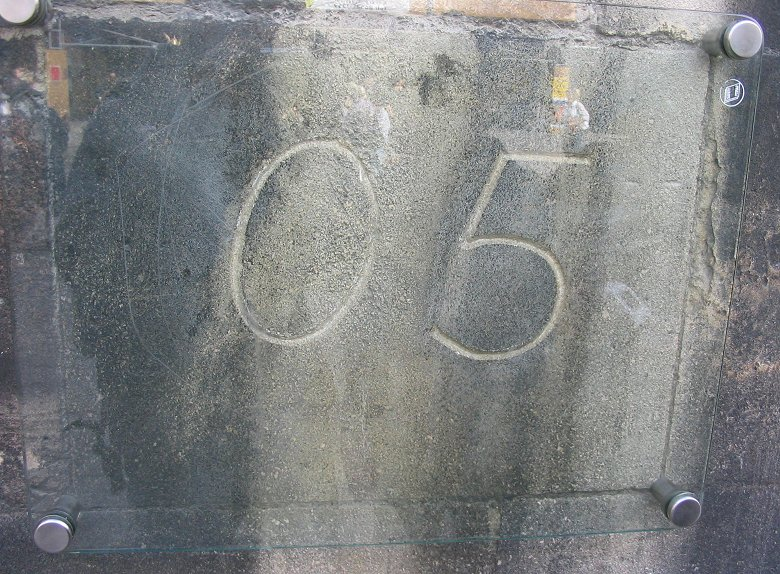
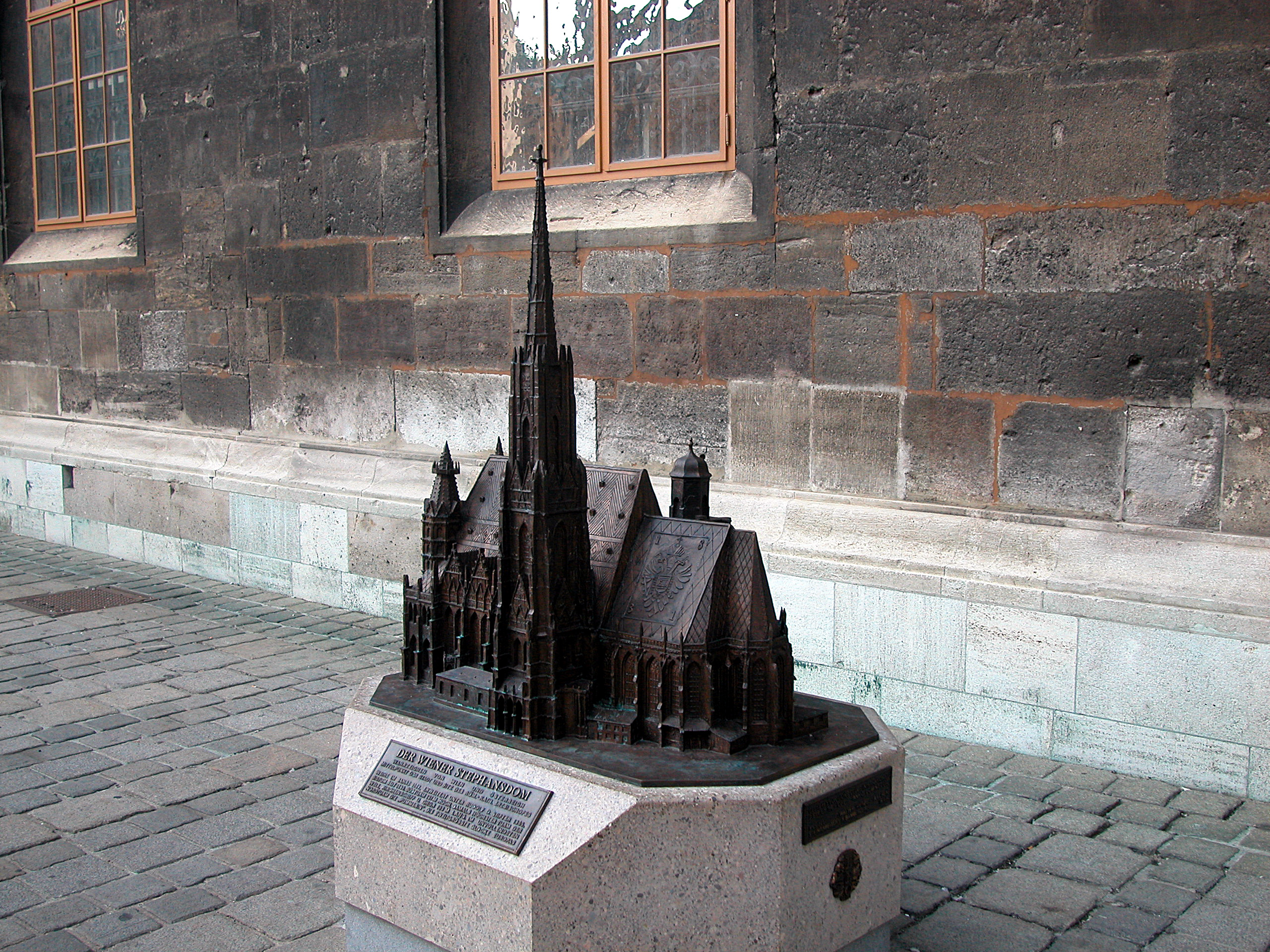